# 紀元前9千年紀
紀元前9千年紀（きげんぜんきゅうせんねんき）は、西暦による紀元前9000年から紀元前8001年までを指す千年紀（ミレニアム）である。現在からおよそ1万年〜1万1000年前に当たる。

## 時代
- 紀元前8400年〜前8100年 アナトリア半島東南部ユーフラテス川上流域のネヴァル・チョリ遺跡はこの時代のもの。
- 紀元前8300年〜前7300年 エリコで周囲を石壁で囲った集落が現れる（テル・エス・スルタン（英語版）遺跡）。
  - この遺跡から死者の頭蓋骨を塑像として用いた世界最古級の人物像が見られる（エルサレムのロックフェラー博物館蔵）。
- ヤンガードリアス（最終氷期後の「寒の戻り」）が終了。地球の温暖化が進む。
- 温暖化による海水面上昇が続く。

## できごと
- 日本では縄文時代早期。ドングリやクルミなどの堅果類を植林栽培する初歩的農業がはじまったとされる説がある[要出典]。

## 発明・発見
- 紀元前9000年頃 - 牛乳が人間の食糧として飲まれはじめる。
- 紀元前8500年頃 -  長江流域で水田稲作がはじまる。